# Feuerarmbrust

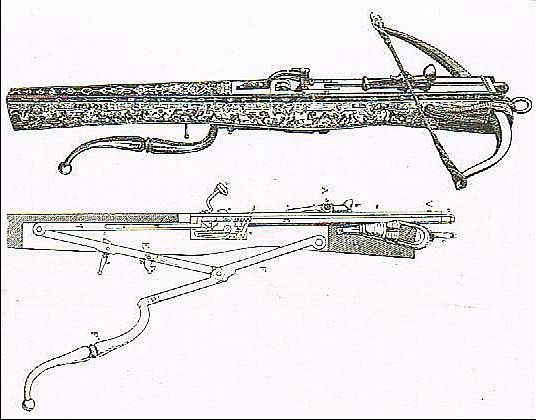
Feuerarmbrust: Ansicht und Schnittbild

Die Feuerarmbrust, auch Feuerrohrarmbrust oder ital. "Balestrino-Pistola" genannt, ist eine Waffe, die ab dem 16. Jahrhundert zur Anwendung kam. Sie ist die Kombination aus einer Armbrust und einer Vorderladerpistole.

## Beschreibung
Bei der Feuerarmbrust handelt es sich um eine Kombinationswaffe, in der Bogenwaffe und Feuerwaffe miteinander verbunden kombiniert werden.
Bei der Feuerarmbrust  handelt es sich in der Regel nicht um eine Armbrust, die Bolzen (Armbrustpfeile) verschießt, sondern um einen Balester, der Kugeln verschiedenen Kalibers verschießt. Statt einer Bolzenhalterung ist auf der Armbrust eine Schale angebracht, die eine Kugel aufnimmt. Die Feuerwaffe ist im Schaft der Armbrust integriert und wird in der Regel mit einem Radschlosssystem abgefeuert.
Es gibt zwei unterschiedliche Arten der Anbringung der Feuerwaffe.
- Der Säulenhebel, mit dem die Armbrust gespannt wird, liegt oberhalb des Schaftes. In diesem Fall liegt das Radschloss unterhalb des Hebels in dem Schaft.

- Der Säulenhebel liegt unterhalb des Schaftes. In diesem Fall liegt das Radschloss oberhalb des Hebels im Schaft.

Die erste Version ist die am häufigsten verwendete. In der Rüstkammer der Wiener Hofburg sind mehrere Exemplare erhalten.
Die Feuerarmbrust wurde weniger zu Kriegszwecken als zu jagdlichen Zwecken benutzt.